# Анджей Гавронски
А̀нджей Гавро̀нски (на полски: Andrzej Gawroński) е полски езиковед индолог и индоевропеист, полиглот, професор в Ягелонския и Лвовския университет, автор на първия полски учебник по санскрит, създател на научното списание „Рочник Ориенталистични“, член на Полската академия на знанията, носител на Командорски кръст на Ордена на Възраждане на Полша.

## Трудове
- на полски език:
  - O błędach językowych (1921)
  - O podstawie psychologicznej zapożyczania wyrazów obcych (1921)
  - Szkice językoznawcze (1928)
  - Wartość uczuciowa deminutiwów (1928)
  - Podręcznik Sanskrytu: gramatyka, wypisy, objaśnienia, słownik (1932)
  - Początki dramatu indyjskiego a sprawa wpływów greckich (1946)

- на английски и френски език:
  - Sprachliche Untersuchungen über das Mṛcchakaṭika und das Daśakumāracarita (1907)
  - Am Rande des Mṛcchakaṭika (1911)
  - The Date of Allahabad Stone Pillar Inscription of Samudragupta (1914)
  - Gleanings from Aśvaghoṣa's Buddhacarita (1915)
  - The Digvijaya of Raghu and some Connected Problems (1915)
  - Studies about Sanskrit Buddhist Literature (1919)
  - Notes sur les sources de quelques drames indiens (1921)
  - Notes on the Sāundarananda. Critical and Explanatory (1922)
  - Beginnings of Indian Drama and Problem of Greek Influence (1968)